# Wiedemannia orientalis
Wiedemannia orientalis är en tvåvingeart som beskrevs av Vaillant 1964. Wiedemannia orientalis ingår i släktet Wiedemannia och familjen dansflugor. Inga underarter finns listade i Catalogue of Life.